# 静岡市立清水小河内小学校
静岡市立清水小河内小学校（しずおかしりつ しみずこごうちしょうがっこう）は、静岡県静岡市清水区小河内にある公立小学校。

## 沿革
- 1873年（明治6年）12月 - 蓮華寺に「第15番中学区第28番小学校 胡学舎」創立[1]。
- 1878年（明治11年）12月 - 「3小区内小島小学校 小河内分校」と仮称[1]。
- 1887年（明治20年）8月 - 小島村となり「小島包豪尋常小学校 小河内分校」に改称[1]。
- 1892年（明治25年）4月 - 「小島村立小河内尋常小学校」に改称[1]。
- 1917年（大正6年）9月 - 高等科を設け「小河内尋常高等小学校」に改称[1]。
- 1941年（昭和16年）4月 - 「小島村立小河内国民学校」に改称[1]。
- 1947年（昭和22年）4月 - 「小島村立小河内小学校」に改称[1]。
- 1961年（昭和36年）
  - 4月 - 校歌（勝承夫作詞、平井康三郎作曲）および校旗を制定[1]。
  - 6月 - 清水市との合併により、「清水市立小河内小学校」に改称[1]。
- 1974年（昭和49年）9月 - 創立100周年記念式典挙行[1]。
- 2003年（平成15年）4月 - 静岡市との合併に伴い、「静岡市立清水小河内小学校」に改称[1]。

## 通学区域
清水区
- 小河内

## アクセス
- しずてつジャストライン山の手線 「小河内バス停」から、徒歩5分